# Meteorismus
Meteorismus je nadměrné nahromadění plynu v trávicím traktu. Tento stav se obvykle projevuje bolestmi břicha a větry. Většinou je meteorismus způsoben požitím nevhodného (flatugenního) jídla nebo nevhodnými stravovacími návyky (hltáním a z toho plynoucím polykáním vzduchu).